# ジェレミー・ロンドン
ジェレミー・ロンドン（Jason London,  1972年11月7日 - ）は、アメリカ合衆国の俳優である。

## 来歴
1972年、カリフォルニア州サンディエゴに生まれる。双子であり、兄弟のジェイソン・ロンドンも同じく俳優として活動しており、二人揃って『セブンスヘブン』などのテレビドラマなどで共演したこともある。生後まもなく、オクラホマ州へ移り、その後テキサス州で育った。
1991年から本格的な役者活動をスタートさせ、同年からレギュラーキャストとして出演したテレビドラマシリーズ『I'll Fly Away』で徐々に知られるようになった。また1995年から出演した『サンフランシスコの空の下』や、『セブンスヘブン』などのテレビドラマへもレギュラーキャストとしても知られている。あまり大作への出演は多くないが、ビデオ作品やテレビ映画などで精力的に活動を続けている。

### 私生活
これまで三度の結婚歴があり、直近では2014年に女優のジュリエット・ロンドンと結婚した。

## 出演作品

### 映画
- In Broad Daylight (1991)
- A Seduction in Travis County (1991)
- ベビーシッター The Babysitter (1995)
- モール・ラッツ Mallrats (1995)
- White Wolves II: Legend of the Wild (1995)
- Breaking Free (1995)
- Levitation (1997)
- 悪女は美しい… Bad to the Bone (1997)
- The Defenders: Taking the First (1998)
- Get a Job (1998)
- ラブ・ロマンスができるまで Romantic Comedy 101 (2002)
- ゴッド&ジェネラル/伝説の猛将 Gods and Generals (2003)
- キャサリン・ハイグルの血まみれのドレス Descendant (2003)
- キッス・アンド・ザ・スキャンダル Kiss Me Again (2006)
- ナイトメア・ミュージアム Nightmare Museum (2006)
- The Grift (2008)
- ストーム・ゴッド Ba'al (2008) ※テレビ映画
- Next of Kin (2008)
- ディヴァイド The Divided (2009)
- Balancing the Books (2009)
- Chasing the Green (2009)
- Lost Dream (2009)
- ターミネーターズ/TERMINATORS The Terminators (2009)
- Do You Know Me? (2009) ※テレビ映画
- トランス Trance (2010)
- House Under Siege (2010)
- エイリアン・バトルロワイアル Alien Opponent (2010)
- モデルズ・シークレット Drop Dead Gorgeous (2010)
- The Martini Shot (2012)
- Edge of Salvation (2012)
- The Devil's Dozen (2013)
- 超時空戦記/レヴェレーター Scavengers (2013)
- Heaven's Grace (2014)

### テレビドラマ
- I'll Fly Away (1991 - 1993)
- ルート66 Route 66 (1993)
- Angel Falls (1993)
- サンフランシスコの空の下 Party of Five (1995 - 2000)
- クロニクル/倒錯科学研究所 Perversions of Science (1997)
- 地底探検/アース・エクスプローラーズ Journey to the Center of the Earth (1999)
- 新アウターリミッツ The Outer Limits (2001)
- セブンスヘブン 7th Heaven (2002 - 2004)
- 女検死医ジョーダン Crossing Jordan (2004)
- Tell Me You Love Me (2007)
- ザ・ガーディアンズ Dark Rising: Warrior of Worlds (2014)